# 马尔奇尼亚戈
马尔奇尼亚戈（義大利語：Marcignago），是意大利帕维亚省的一个市镇。总面积10平方公里，人口2464人，人口密度246.4人/平方公里（2009年）。国家统计（ISTAT）代码为018086。